# Sultanbeyli
Sultanbeyli is een stad en een Turks district in de provincie Istanboel en telt 272.748 inwoners (2007). Het district heeft een oppervlakte van 23,6 km².
De bevolkingsontwikkeling van het district is weergegeven in onderstaande tabel.
| 1997    | 2000    | 2007    |
| ------- | ------- | ------- |
| 144.540 | 175.700 | 272.748 |